# Phyllorchis boukettae
Phyllorchis boukettae là một loài thực vật có hoa trong họ Lan. Loài này được (F.M. Bailey) Kuntze miêu tả khoa học đầu tiên năm 1891.